# 真夜中のドン
真夜中のドン（まよなかのドン）は、MBSラジオで毎週日曜日深夜23時55分から翌0時55分にかつて放送されていたラジオ番組である。

## 概要
2004年4月4日放送開始。元毎日新聞記者でフリージャーナリストの木戸湊と、ラジオパーソナリティーの川村龍一のその道を極めた「2人のドン」をパーソナリティーに迎え始まったが、2004年秋からは番組の構成作家だった上田賢一（きんた）も番組に出演。また、木戸は多忙のため2004年末でレギュラーを降板した。
最近のニュースや話題の徹底討論から川村の得意とする1960年代から1970年代の洋楽紹介、またアシスタントの小野陶子アナウンサーによる映画や書籍の紹介などで構成されていたが、2005年4月3日放送分で最終回を迎えた。また当番組が終了したことに伴い、20年以上にわたった川村龍一のMBSラジオへのレギュラー出演も、2009年1月からの再登場（川村龍一のゆ〜ゆ〜ラジオ）まで一旦途絶えることとなった。